# Символ скандинавской марки
Символ или знак скандинавской марки (₻) — типографский символ, который входит в группу «Символы валют» (англ. Currency Symbols) стандарта Юникод: оригинальное название — Nordic mark sign (англ.); код — U+20BB. Используется для представления исторической денежной и весовой единицы Скандинавии — скандинавской марки.

## Начертание
Символ «₻» представляет собой строчную латинскую букву «m» с завитком на конце. Конкретное начертание зависит от шрифта, использованного для вывода символа.

## Использование в качестве сокращения названий денежных единиц
Символ «₻» активно использовался в Дании и Норвегии в XVII—XVIII веках для представления исторической денежной и весовой единицы Скандинавии — скандинавской марки.
Вероятно, разновидностью символа является знак , который в некоторых источниках называется «символ марки в виде старинного росчерка» (англ. old florish mark sign).